# 亞歷山德里亞主教座堂

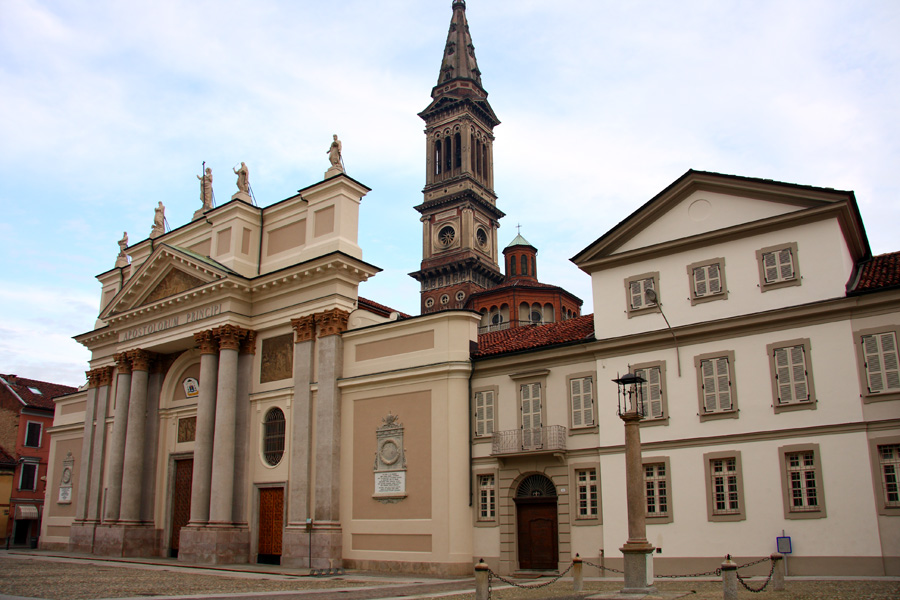
Alessandria Cathedral, fronting onto the Piazza del Duomo

亚历山德里亚圣伯多禄圣马尔谷主教座堂（義大利語：Duomo d'Alessandria, Cattedrale dei Santi Pietro e Marco）是天主教亚历山德里亚教区的主教座堂，供奉圣伯多禄和圣马尔谷，位于意大利皮埃蒙特大区亚历山德里亚。

## 历史
|  |

亚历山德里亚教区建立于1175年，这时建造了供奉圣伯多禄的主教座堂。但由于太小，1288-1297年间拆除重建。1803年这座主教座堂因军事战术原因被拿破仑下令拆除。
被剥夺权利的主教获得法国占领军将军的许可，将圣马尔谷堂升格为主教座堂。教堂建于13世纪，供多明我会使用。法国军队在1797年将其征用为宿舍。1807年至1810年教堂重建，新建的新古典主义建筑以圣伯多禄和圣马尔谷命名，于1810年12月开放。主教座堂到1879年才进行祝圣。1925年大火使得教堂内部严重受损，1925-1929年间进行了修复。